# II. třída okresu Hradec Králové 2014/2015
V utkáních II. třídy okresu Hradec Králové 2014/2015, jedné ze skupin 8. nejvyšší fotbalové soutěže v Česku, se utkalo 14 týmů dvoukolovým systémem podzim – jaro. Tento ročník začal v srpnu 2014 a skončil v červnu 2015.
Postup do I. B třídy Královéhradeckého kraje 2015/2016 si zajistily první dva týmy SK Čechie Hlušice a FK Chlumec nad Cidlinou „B“. Sestoupil poslední tým FC Nový Hradec Králové „B“.

## Konečná tabulka II. třídy okresu Hradec Králové 2014/2015
| Poř. | Tým                          | Z  | V  | R  | P  | VG | OG  | B  |
| ---- | ---------------------------- | -- | -- | -- | -- | -- | --- | -- |
| 1.   | SK Čechie Hlušice            | 26 | 17 | 6  | 3  | 64 | 32  | 57 |
| 2.   | FK Chlumec nad Cidlinou „B“  | 26 | 14 | 6  | 6  | 64 | 39  | 48 |
| 3.   | TJ Sokol Stěžery             | 26 | 12 | 10 | 4  | 54 | 38  | 46 |
| 4.   | TJ Sokol Myštěves            | 26 | 14 | 4  | 8  | 81 | 45  | 46 |
| 5.   | TJ Slavoj Skřivany (N)       | 26 | 13 | 6  | 7  | 56 | 43  | 45 |
| 6.   | SK Bystřian Kunčice „B“      | 26 | 14 | 1  | 11 | 52 | 49  | 43 |
| 7.   | TJ Sokol Třebeš „B“ (N)      | 26 | 13 | 3  | 10 | 52 | 47  | 42 |
| 8.   | TJ Sokol Dohalice            | 26 | 11 | 6  | 9  | 44 | 46  | 39 |
| 9.   | TJ Spartak Kosičky           | 26 | 10 | 3  | 13 | 51 | 64  | 33 |
| 10.  | TJ Sokol Kratonohy „B“       | 26 | 9  | 4  | 13 | 65 | 71  | 31 |
| 11.  | AFK Probluz                  | 26 | 9  | 4  | 13 | 56 | 52  | 31 |
| 12.  | FC Slavia Hradec Králové „B“ | 26 | 9  | 3  | 14 | 67 | 52  | 30 |
| 13.  | TJ Sokol Lovčice             | 26 | 4  | 2  | 20 | 27 | 74  | 14 |
| 14.  | FC Nový Hradec Králové „B“   | 26 | 3  | 2  | 21 | 27 | 108 | 11 |

Poznámky:
- Z = Odehrané zápasy; V = Vítězství; R = Remízy; P = Prohry; VG = Vstřelené góly; OG = Obdržené góly; B = Body; (S) = Mužstvo sestoupivší z vyšší soutěže; (N) = Mužstvo postoupivší z nižší soutěže (nováček)

|  | Postup do I. B třídy Královéhradeckého kraje 2015/2016 |
|  | Sestup do III. třídy okresu Hradec Králové 2015/2016   |